# Puchar Świata w narciarstwie szybkim 2025
Puchar Świata w narciarstwie szybkim 2025 rozpoczął się 21 stycznia 2025 r. w fińskim ośrodku narciarskim Salla na terenie osady Sallatunturi, a zakończył 20 marca tego samego roku we francuskim ośrodku narciarskim Vars.
Obrońcami Kryształowej Kuli w kategorii S1 (Speed One) byli reprezentanci Włoch: Simone Origone wśród mężczyzn oraz Valentina Greggio wśród kobiet. Oboje obronili wywalczone przed rokiem trofea, dokonując tej sztuki odpowiednio po raz 16. (Origone) i 7. (Greggio) w historii.

## Kalendarz Pucharu Świata

### Mężczyźni
| Lp. | Data             | Miejscowość      | 1. miejsce                                     | 2. miejsce                                     | 3. miejsce                                     |
| --- | ---------------- | ---------------- | ---------------------------------------------- | ---------------------------------------------- | ---------------------------------------------- |
| 1.  | 21 stycznia 2025 | Salla Ski Resort | Simone Origone                                 | Simon Billy                                    | Bastien Montès                                 |
| 2.  | 22 stycznia 2025 | Salla Ski Resort | Bastien Montès                                 | Simone Origone                                 | Radim Palán                                    |
| 3.  | 31 stycznia 2025 | Vars             | Simone Origone                                 | Klaus Schrottshammer                           | Bastien Montès                                 |
| 4.  | 2 lutego 2025    | Vars             | Simone Origone                                 | Simon Billy                                    | Bastien Montès                                 |
|     | 19 lutego 2025   | Formigal         | Odwołano                                       | Odwołano                                       | Odwołano                                       |
|     | 20 lutego 2025   | Formigal         | Odwołano                                       | Odwołano                                       | Odwołano                                       |
| 5.  | 19 marca 2025    | Vars             | Simone Origone                                 | Tawny Wagstaff                                 | Radim Palán                                    |
| 6.  | 20 marca 2025    | Vars             | Simone Origone                                 | Simon Billy                                    | Radim Palán                                    |
| 7.  | 20 marca 2025    | Vars             | Bastien Montès                                 | Simone Origone                                 | Radim Palán                                    |
|     | 27 marca 2025    | Vars             | Mistrzostwa Świata w Narciarstwie Szybkim 2025 | Mistrzostwa Świata w Narciarstwie Szybkim 2025 | Mistrzostwa Świata w Narciarstwie Szybkim 2025 |
|     | 3 kwietnia 2025  | Grau Roig        | Odwołano                                       | Odwołano                                       | Odwołano                                       |
|     | 4 kwietnia 2025  | Grau Roig        | Odwołano                                       | Odwołano                                       | Odwołano                                       |

### Kobiety
| Lp. | Data             | Miejscowość      | 1. miejsce                                     | 2. miejsce                                     | 3. miejsce                                     |
| --- | ---------------- | ---------------- | ---------------------------------------------- | ---------------------------------------------- | ---------------------------------------------- |
| 1.  | 21 stycznia 2025 | Salla Ski Resort | Valentina Greggio                              | Cléa Martinez                                  | Cornelia Thun Sandström                        |
| 2.  | 22 stycznia 2025 | Salla Ski Resort | Valentina Greggio                              | Cléa Martinez                                  | Cornelia Thun Sandström                        |
| 3.  | 31 stycznia 2025 | Vars             | Valentina Greggio                              | Cléa Martinez                                  | Agnes Abrahamsson                              |
| 4.  | 2 lutego 2025    | Vars             | Valentina Greggio                              | Agnes Abrahamsson                              | Siri Kling Andersson                           |
|     | 19 lutego 2025   | Formigal         | Odwołano                                       | Odwołano                                       | Odwołano                                       |
|     | 20 lutego 2025   | Formigal         | Odwołano                                       | Odwołano                                       | Odwołano                                       |
| 5.  | 19 marca 2025    | Vars             | Valentina Greggio                              | Cléa Martinez                                  | Agnes Abrahamsson                              |
| 6.  | 20 marca 2025    | Vars             | Valentina Greggio                              | Cléa Martinez                                  | Agnes Abrahamsson                              |
| 7.  | 20 marca 2025    | Vars             | Valentina Greggio                              | Cléa Martinez                                  | Agnes Abrahamsson                              |
|     | 27 marca 2025    | Vars             | Mistrzostwa Świata w Narciarstwie Szybkim 2025 | Mistrzostwa Świata w Narciarstwie Szybkim 2025 | Mistrzostwa Świata w Narciarstwie Szybkim 2025 |
|     | 3 kwietnia 2025  | Grau Roig        | Odwołano                                       | Odwołano                                       | Odwołano                                       |
|     | 4 kwietnia 2025  | Grau Roig        | Odwołano                                       | Odwołano                                       | Odwołano                                       |

## Klasyfikacje

### MężczyźniKobiety
| Lp. | Zawodnik         | Punkty |
| --- | ---------------- | ------ |
| 1.  | Simone Origone   | 660    |
| 2.  | Bastien Montès   | 475    |
| 3.  | Simon Billy      | 430    |
| 4.  | Radim Palán      | 280    |
| 5.  | Tawny Wagstaff   | 237    |
| 6.  | Ugo Portal       | 220    |
| 7.  | Michal Bekeš     | 179    |
| 8.  | Marc Amann       | 174    |
| 9.  | Olof Abrahamsson | 162    |
| 10. | Tom Martinez     | 150    |

| Lp. | Zawodniczka             | Punkty |
| --- | ----------------------- | ------ |
| 1.  | Valentina Greggio       | 700    |
| 2.  | Cléa Martinez           | 520    |
| 3.  | Agnes Abrahamsson       | 320    |
| 3.  | Maëlle Loridon          | 320    |
| 5.  | Cornelia Thun Sandström | 300    |
| 6.  | Marta Visa Carol        | 269    |
| 7.  | Siri Kling Andersson    | 250    |
| 8.  | Sylvie Hudečková        | 182    |
| 9.  | Mathilda Persson        | 116    |
| 10. | Seraina Murk            | 94     |